# Tarō Kōno
Tarō Kōno (河野 太郎?, Kōno Tarō; Hiratsuka, 10 gennaio 1963) è un politico giapponese, Ministro per le riforme amministrative e le riforme normative del Giappone dal 2020 al 2022 e, dal 2022 al 2024, Ministro per gli affari digitali con delega alle riforme amministrative e normative.
Già ministro degli esteri (dal 2017 al 2019), è inoltre membro della Camera dei rappresentanti dal 1996.

## Biografia
Tarō Kōno proviene da una potente dinastia politica. È il figlio di Yōhei Kōno, una figura di spicco del Partito Liberaldemocratico (LDP) che è stato vice primo ministro e speaker della Camera dei Rappresentanti, e il nipote di Ichiro Kōno, che è stato anche lui vice primo ministro. Il suo prozio, Kenzo Kōno, era presidente della Camera dei Consiglieri.
Ha frequentato la Georgetown University di Washington per quattro anni.
Viene descritto come un buon stratega e un gran lavoratore, di carattere autoritario. È neoliberale sulle questioni economiche e favorisce le privatizzazioni.